# Aboubacar Mé Diomandé
Aboubacar Mé Diomandé (* 7. Mai 1988 in Séguéla, Elfenbeinküste; † 9. August 2019 in der Nähe von Naya Baradwar, Janjgir-Champa, Chhattisgarh, Indien) war ein ivorischer Fußballspieler auf der Position eines Mittelfeldspielers. Der Ivorer, der seit 2007 wieder in seiner Heimat aktiv war, stand kurz vor einem Wechsel zu einem indischen Klub, als er im Alter von 31 Jahren vermutlich beim Sturz aus einem fahrenden Zug getötet wurde.

## Vereinskarriere
Aboubacar Mé Diomandé wurde am 7. Mai 1988 in Séguéla, der Hauptstadt der Region Worodougou und des Distrikts Woroba, geboren und spielte in seiner Jugend unter anderem in der Académie de Sol Beni. In der Akademie, die im Jahre 1993 von Jean-Marc Guillou und Roger Ouégnin gegründet worden war, war er bis 2005 aktiv und wechselte danach in die Herrenmannschaft von ASEC Mimosas. In dieser war er bis zum darauffolgenden Jahr aktiv, ehe er vom ivorischen Rekordmeister, der auch 2006 wieder Meister geworden war, nach England zu Charlton Athletic wechselte. Der Verein war in dieser Saison noch in der Premier League vertreten, stieg aber am Ende der Saison als 19. und damit Vorletzter der Liga in die zweitklassige Football League Championship ab. Beim damaligen Erstligisten brachte es Diomandé jedoch zu keinen Einsätzen und wurde umgehend für eine Spielzeit an den belgischen Erstligaklub Germinal Beerschot verliehen. Nach nur einem Jahr in Europa kehrte Diomandé wieder in seine Heimat zurück, wo er sich Stella Club d’Adjamé aus Adjamé, einem Stadtteil von Abidjan, anschloss. Bei diesem war er in weiterer Folge zwölf Jahre lang aktiv. Während dieser Zeit kam er auch in Kontakt mit der ivorischen Fußballnationalmannschaft.
In den Spielzeiten 2007, 2008, 2009 und 2010 war er mit der Mannschaft stets im Tabellenmittelfeld vertreten und kam dabei nicht über einen fünften Platz hinaus. Auch in der Coupe de Côte d’Ivoire schaffte es das Team in den vier Jahren maximal bis ins Achtelfinale. Mit der Umstrukturierung der höchsten ivorischen Fußballliga vor Beginn des Spieljahres 2011 konnte der Stella Club d’Adjamé bessere Ergebnisse einfahren. Als Erstplatzierter der Gruppe B des Grunddurchgangs qualifizierte sich die Mannschaft für die saisonentscheidende Meisterrunde; diese beendete das Team allerdings lediglich als Fünfter von sechs Teilnehmern. Ähnlich verlief es 2012, als der 1,68 m große Mittelfeldakteur mit seinem Team den zweiten Platz in der Gruppe A des Grunddurchgangs erreichte und danach in der Meisterrunde nur den sechsten und damit letzten Platz belegte. Zum ersten Mal seit 1981 stand der Stella Club 2012 wieder im Finale der Coupe de Côte d’Ivoire und konnte diesen Wettbewerb erstmals seit 1975 wieder für sich entscheiden. Auch im nachfolgenden Spieljahr 2013 schaffte es Diomandé mit seinem Team wieder ins Finale, unterlag in diesem jedoch knapp im Elfmeterschießen mit 4:5 gegen die ASEC Mimosas. Nach einer neuerlichen Ligareform fand sich Diomandés Klub in der Liga wieder im Tabellenmittelfeld ein und wurde 2012/13 Fünfter, sowie 2013/14 Siebenter.
Nach lediglich sechs Siegen aus 26 Meisterschaftsspielen rangierte der Stella Club am Ende der Spielzeit 2014/15 auf dem letzten Tabellenplatz und musste zusammen mit dem punktegleichen Bouaké FC, der Dreizehnter wurde, in die zweithöchste Fußballliga des Landes absteigen. Wenige Tage vor dem Abstieg sicherte sich die Mannschaft mit dem Finalgewinn gegen Séwé Sport noch die Coupe de la Ligue, den ivorischen Ligapokal. In der ivorischen Zweitklassigkeit kam die Mannschaft rund um Aboubacar Mé Diomandé nicht über einen fünften Platz in der teilweise recht dicht gestaffelten Gruppe A, der in zwei Gruppen aufgeteilten Liga, hinaus. Wesentlich erfolgreicher lief für das Team jedoch die Coupe de Côte d’Ivoire 2016, in der es der Klub aus Adjamé bis ins Halbfinale brachte und in diesem knapp mit 0:1 gegen die ASEC Mimosas unterlag. Über die nachfolgende Saison 2016/17 liegen keine Ergebnisse der ivorischen Zweitklassigkeit auf, jedoch schaffte es der auf diversen Mittelfeldpositionen eingesetzte Diomandé mit seinem Team bis ins Halbfinale der Coupe de la Ligue 2017 und unterlag in diesem dem späteren Ligapokalsieger AS Indenié Abengourou. Für die Spielzeit 2017/18 sind ebenfalls keine Ergebnisse aus der zweiten Liga der Elfenbeinküste verfügbar; in dieser Saison fiel der Verein jedoch auch in den anderen nationalen Fußballwettbewerben nicht sonderlich auf. Hingegen stark präsentierte sich der Stella Club d’Adjamé, bei dem Diomandé zeitweise auch als Mannschaftskapitän fungierte, in der darauffolgenden Spielzeit 2018/19. Der Klub erreichte das Achtelfinale im ivorischen Pokal sowie das Viertelfinale im ivorischen Ligapokal und verpasste mit einem Punkt Rückstand auf Meister Issia Wazi nur knapp den Wiederaufstieg in die ivorische Erstklassigkeit.
Nachdem sein Vertrag beim Stella Club d’Adjamé im Sommer 2019, nach zwölf Jahren beim Verein, ausgelaufen war, machte sich Diomandé auf die Suche nach einem neuen Verein und fand einen solchen im weit entfernten Indien. Im Juli 2019 erhielt er ein Visum, um in Indien Fußball zu spielen, wobei ihn ein Verein aus Kalkutta unter Vertrag genommen haben soll. Am 8. August 2019 kam Diomandé in Indien an und machte sich – vermutlich von Mumbai kommend – mit dem Zug auf zu seinem neuen Verein in Kalkutta. Am 9. August 2019 wurde Diomandés lebloser Körper, der schwerste Verletzungen aufwies, in der Nähe des Bahnhofs von Naya Baradwar gefunden. Durch ein Mobiltelefon, das Diomandé bei sich hatte, und darauf gespeicherter Ausweisdokumente wurde seine Identität von der örtlichen Polizei festgestellt. Da sein Gepäck nicht bei ihm gefunden wurde, ging die Polizei davon aus, dass der Ivorer aus dem fahrenden Zug gefallen sei; das Gepäck wurde laut verschiedenen Medienberichten auch nicht mehr gefunden.

## Nationalmannschaftskarriere
Erste Erfahrungen in einer Nationalauswahl der Fédération Ivoirienne de Football, des ivorischen Fußballverbandes, sammelte Diomandé, als er für die ivorische U-17-Nationalmannschaft zum Einsatz kam. Später kamen auch noch Länderspieleinsätze für die U-20-Nationalmannschaft der Elfenbeinküste hinzu. Im Jahre 2007 dürfte der damals etwa 19-jährige Mittelfeldakteur erstmals in der A-Nationalmannschaft seines Heimatlandes gestanden sein, als er im Tournoi de l’UEMOA 2007, dem ersten Fußballturnier der UEMOA-Staaten, zum Einsatz kam. Zu diesem Zeitpunkt war er bereits wieder aus Europa zurückgekehrt und war aktiver Spieler des Stella Club d’Adjamé. Zwei Jahre später nahm er mit den Elefanten, so der Spitzname des Teams, an der Afrikanischen Nationenmeisterschaft 2009 im eigenen Land teil. Während des Turniers trat er zudem als Mannschaftskapitän der Ivorer in Erscheinung. Seine Nationalmannschaftskarriere dürfte etwas bis zum Jahr 2010 angehalten haben, danach scheint er in keinen Wettbewerben mehr auf.